# Canillejas
Canillejas è un quartiere di Madrid, nel distretto di San Blas-Canillejas.
Occupa la parte orientale della città ed è servita dalla omonima stazione della metropolitana madrilena posta sulla linea 5.
Già comune autonomo all'interno della Provincia di Madrid, il cui territorio coincideva con quello dell'attuale distretto di San Blas, fu incorporato a Madrid con decreto del 24 giugno 1949.